# HD83247
HD83247 — хімічно пекулярна зоря спектрального класу A1, що має видиму зоряну величину в смузі V приблизно  7,1.
Вона  розташована на відстані близько 464,6 світлових років від Сонця.